# Bahr el Ghazal

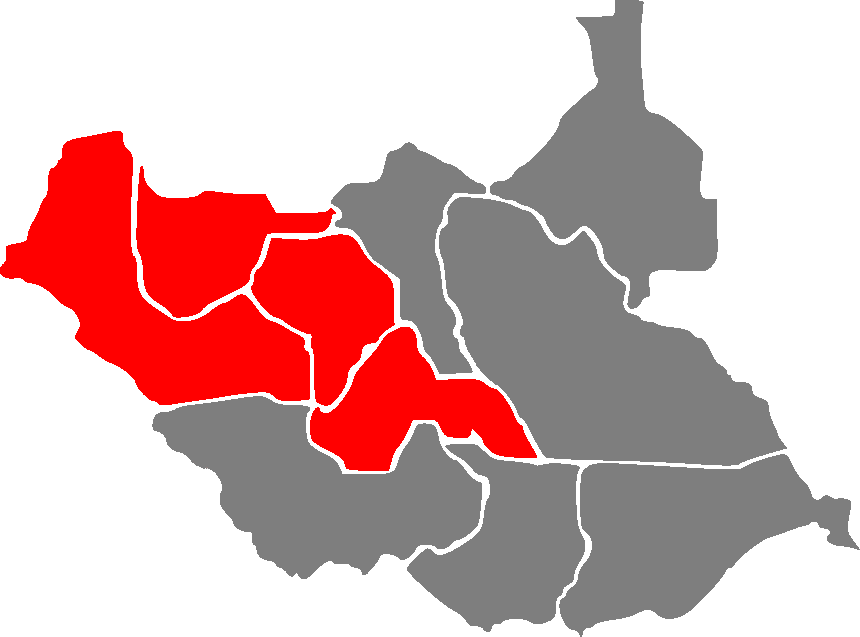
Vị trí Bahr el Ghazal tại Nam Sudan.

Cờ của Bahr el Ghazal

Bahr el Ghazal (tiếng Ả Rập: بحر الغزال) là một vùng tại miền tây Nam Sudan. Tên của vùng xuất phát từ tên con sông Bahr el Ghazal.
Vùng này bao gồm bốn bang Bắc Bahr el Ghazal, Tây Bahr el Ghazal, Lakes (các hồ), và Warrap. Vùng giáp với Cộng hòa Trung Phi ở phía tây. Đây là một khu vực đầm lầy và các cao nguyên có nhiều quặng sắt. Cư dân trong vùng chủ yếu là người Dinka và họ sống nhờ trồng trọt và chăn nuôi gia súc.
Vùng từng chịu nhiều ảnh hưởng từ cuộc nội chiến trong nhiều năm. Vùng là nơi đã diễn ra những hành động mở màn cho Nội chiến Sudan lần thứ nhất. Năm 1982, Quân đội Giải phóng Nhân dân Sudan (SPLA) được thành lập do John Garang đứng đầu đã chiến đầu chống lại chính quyền do người Ả Rập chiếm ưu thế tại Khartoum. Các hành động quân sự nhanh chóng trở thành Nội chiến Sudan lần thứ hai. Các cuộc xung đột tiếp tục cho đến năm 2003 và đã lấy đi mạng sống của hơn hai triệu người. Một phần dân cư của vùng đã phải đi tị nạn trong và ngoài nước. Bắc Bahr el Ghazal là tỉnh chịu ảnh hưởng tồi tệ nhất.